# Tamsi (Koigi)
Tamsi – wieś w Estonii, w prowincji Järva, w gminie Koigi.